# Lithocollidae
Famille
Genres de rang inférieur
- Lithocolla Schulze 1874
- Elaeorhanis Greeff, 1873 ?

Les Lithocollidae sont une famille d'holomycètes. Ces amibes se couvrent de xénosomes (probablement un sous-produit de la phagocytose). L'espèce type est Lithocolla globosa.
Faute de données moléculaires, la position phylogénétique de Elaeorhanis n'est pas maitrisée. Classiquement considérée comme héliozoaire, mais aussi classée chez les Nucleariae, elle présente des similitudes morphologiques avec Lithocolla du fait de la présence de xénosomes, ce qui pourrait en faire un candidat potentiel pour l'appartenance à cette famille[réf. nécessaire].